# Rai 1
Rai 1 (până în mai 2010 cunoscut sub numele de Rai Uno) este un canal de televiziune italian gratuit și este canalul de televiziune emblematic al RAI - Radiotelevisione Italiana, postul de stat al Italiei. Transmite din 3 ianuarie 1954. Este un canal de divertisment general, de obicei destinat familiilor. Are cea mai mare audiență din Italia și este în concurență regulată cu Canale 5 de la Mediaset.